# Tanya Dooley
Pour les articles homonymes, voir Tanya et Dooley.
Tanya Dooley (née le 8 mai 1972) est une athlète américaine, spécialiste du 400 mètres.

## Biographie
Elle remporte la médaille de bronze du relais 4 × 400 mètres lors des Championnats du monde en salle 1995, à Barcelone, en compagnie de Nelrae Pasha, Kim Graham et Flirtisha Harris.

### Palmarès
| Date | Compétition                    | Lieu      | Résultat | Épreuve   |
| ---- | ------------------------------ | --------- | -------- | --------- |
| 1995 | Championnats du monde en salle | Barcelone | 3e       | 4 × 400 m |

### Records
| Épreuve | Épreuve   | Performance | Lieu     | Date          |
| ------- | --------- | ----------- | -------- | ------------- |
| 400 m   | Plein air | 52 s 94     | San José | 1er juin 1996 |
| 400 m   | Salle     | 52 s 73     | Atlanta  | 4 mars 1995   |